# 鄭守廉
郑守廉（1820年—1876年），字儉甫，福建福州府閩縣人。清朝官員。

## 生平
世居洗银营。咸丰二年（1852年）中进士，选翰林院庶吉士。散馆引见，以主事用，签分工部行走，补吏部考功司主事。官至員外郎。

## 家族
有子鄭孝胥、鄭孝柽。